# Ałdan
Ałdan (ros. Алдан) – rzeka w Rosji we wschodniej Syberii (Jakucja); prawy (i zarazem najzasobniejszy w wodę) dopływ Leny; długość 2273 km; powierzchnia dorzecza 729 tys. km²; średni roczny przepływ u ujścia 5060 m³/s.
Źródła w Paśmie Stanowym. W górnym biegu płynie na północny wschód przez Góry Ałdańskie, liczne progi i bystrza; w środkowym biegu płynie na północny wschód i na północ pomiędzy Płaskowyżem Nadleńskim a pasmami górskimi Sette-Daban i Ułachan-Bom; w dolnym biegu płynie na północny zachód po Nizinie Środkowojakuckiej tworząc liczne odnogi i starorzecza. Uchodzi do Leny 170 km poniżej Jakucka. Żeglowna na odcinku 1753 km od ujścia (od Tommot). 
Zamarza od października do maja; w górnym i środkowym biegu duże wahania stanów wody (wiosną poziom podnosi się o 7 - 10 m, przepływ sięga 48 000 m³/s).
W dorzeczu złoża węgla kamiennego, złota, miki.
Główne dopływy: Amga (lewy), Timpton, Uczur, Ałłach-Juń, Maja, Tompo (prawe). 
Główne miejscowości nad Ałdanem: Tommot, Ust´-Maja, Chandyga.